# منتجع وريزيدنسز موفنبيك العقبة
يقع منتجع وريزيدنسز موفنبيك العقبة وسط مدينة العقبة الساحلية، على الشاطئ الشمالي لخليج العقبة. ويبعد حوالي 10 كم عن مطار الملك حسين الدولي. يضم الفندق المصنف من فئة الخمسة نجوم 296 غرفة و87 جناحاً وشقة فندقية، فضلاً عن شاطئ خاص على البحر الأحمر و4 مسابح.
تأسس المنتجع عام 2000 كأول فندق من فئة الخمس نجوم في العقبة وفقاً للمعايير الدولية. يقع الفندق بالقرب من آثار أيلة الإسلامية في مدينة العقبة، مما يجعله وجهة سياحية إستراتيجية لرواد المناطق الأثرية في المملكة.